# Ulvedybet og Nibe Bredning
Ulvedybet og Nibe Bredning este o arie protejată (arie de protecție specială avifaunistică — SPA) din Danemarca întinsă pe o suprafață de 18.496 ha, integral pe uscat.

## Localizare
Centrul sitului Ulvedybet og Nibe Bredning este situat la coordonatele 57°01′04″N 9°37′32″E / 57.017778°N 9.625556°E.

## Înființare
Situl Ulvedybet og Nibe Bredning a fost declarat arie de protecție specială avifaunistică în mai 1983 pentru a proteja 30 de specii de animale.

## Biodiversitate
Situată în ecoregiunea atlantică, aria protejată nu include niciun habitat protejat.
La baza desemnării sitului se află mai multe specii protejate de  păsări (30): rață sulițar (Anas acuta), rață pitică (Anas crecca), rață fluierătoare (Anas penelope), gâscă cenușie (Anser anser), gâscă cu cioc scurt (Anser brachyrhynchus), rață-cu-cap-castaniu (Aythya ferina), rața moțată (Aythya fuligula), Branta bernicla hrota, Bucephala clangula, Calidris alpina schinzii, erete de stuf (Circus aeruginosus), erete vânăt (Circus cyaneus), erete cenușiu (Circus pygargus), Cygnus columbianus bewickii, lebădă de iarnă (Cygnus cygnus), lebădă de vară (Cygnus olor), șoim călător (Falco peregrinus), lișiță (Fulica atra), sfrâncioc roșiatic (Lanius collurio), ferestrașul mare (Mergus merganser), Mergus serrator, vultur pescar (Pandion haliaetus), bătăuș (Philomachus pugnax), lopătar (Platalea leucorodia), ploier auriu (Pluvialis apricaria), ciocântors (Recurvirostra avosetta), chiră mică (Sterna albifrons), chiră de baltă (Sterna hirundo), Sterna paradisaea, chiră de mare (Sterna sandvicensis).